# キタムラ (バッグ)
株式会社キタムラは、神奈川県横浜市中区元町に本社を置く、ハンドバッグの老舗企業である。キタムラ（Kitamura）ブランドのバッグ類を製造販売する。

## 概要
1882年（明治15年）、北村商店として創業。
和装小物を販売し、戦後は海外ブランドのハンドバッグなどの舶来品を販売している会社であったが、1972年（昭和47年）に「K」マークのオリジナルブランドバッグが誕生・販売を開始した。1970年代後半のハマトラブームもあり、現在に至るまで横浜元町ブランドのハンドバッグ店としての地位を確固たるものとし、特に地元では高い知名度を誇る。
創業者の二男である北村宏が1968年（昭和43年）に入社し、後に社長を務めていた母親から経営を引き継ぎ、1994年（平成6年）から代表取締役社長として現在に至る。

## 店舗
1989年（平成元年）以降は全国展開を開始し、2016年（平成28年）現在、国内に34店舗を構え、若手社員の発案により海老名サービスエリアなどにも出店している。
元町商店街内に元町本店のほか、約70m離れた場所に元町メンズショップ・元町三丁目店（両店は店内で繋がっている）がある。
さらに、元町から至近距離には複数店舗があり、山下公園の土産物店内や大さん橋、横浜ランドマークタワー、桜木町シァル、そごう横浜店、横浜高島屋にも店舗を構える。
このほか、オンラインでも購入可能である。

## 商品
キタムラでは、基本的に修理を無料で引き受けている（一部有料・対応できない場合あり）。
また、元町本店においてはクロコダイル仕様のオーダーメイドバッグや、トータルコーディネートを受け付けている。
品質と品格を兼ね備えており、とりわけ富裕層や中高年から根強い人気がある。
また、近年においては著名人、横浜市、イベントなどへの協賛やコラボ企画商品も積極的に展開するなど、若者を中心とした新たなファン層獲得に努めている。

## キタムラとK2
「キタムラK2」ブランドを展開する株式会社キタムラ・ケイツウは、1989年に創業者の長男である北村康介（宏の実兄）によって設立された。元町商店街にある旧キタムラ元町二丁目店を「本店」とし、至近距離に元町一丁目店がある。
現在、キタムラとキタムラK2は資本関係など一切関係なく、全く別の会社・ブランドである。
これは、ほとんど家業に携わっていなかった長男・康介が突然「家業を引き継ぐ」と宣言した結果、商品開発や店舗作りなどを巡り、兄弟で対立するようになった（いわゆるお家騒動）。このため、キタムラが営業譲渡契約により元町二丁目店を分離独立させたものである。
なお、長男・康介は1992年（平成4年）に死去し、妻・和江が経営を引き継いでいる。
営業譲渡契約には「K」マークの使用を認めるとされたが、両社が平和的に併存する関係は長く続かなかった。
1994年（平成6年）からキタムラが商標権侵害であるとして、キタムラK2に「K」マークの使用停止を求めた紛争処理委員会（キタムラ側2名・キタムラK2側2名・中立1名）を開くも物別れに終わり、遂にキタムラはキタムラK2に対する訴訟を起こした。
しかし、2002年 （平成14年）9月26日、東京高裁はキタムラの訴えを棄却し、キタムラK2の「K」マーク使用を認める判決を出した。このような経緯があり、キタムラとキタムラK2は、全く同じ「K」マークのデザインを使用している。
商品だけでは、キタムラかキタムラK2か判別しにくいが、店舗ロゴなどにおいてキタムラK2は「Kitamura 2 YOKOHAMA」と表記されているのに対し、キタムラは「Kitamura 3-126 MOTOMACHI」と表記されているのが異なる点である。
キタムラの各店舗には、
```
《ご注意ください》
当社とキタムラK2は、一切関係がございません。
販売する商品も異なりますので、お気をつけください。
```

と、注意書きを掲出している。